# 外国人住民基本法案
外国人住民基本法案（がいこくじんじゅうみんきほんほうあん）は、日本における外国人住民への日本国籍付与の簡易化や日本国民のみが有する権利を外国人にも付与するとした内容の法案。 2010年4月現在、外登法問題と取り組む全国キリスト教連絡協議会が1998年（平成10年）1月15日に作成した、法律の私案。2002年以降、ほぼ毎年にわたって衆議院および参議院に請願が提出されている。ただし、法律案として国会に提出されたことはない。

## 請願
以下の各議員の紹介により、衆参各院に請願が提出されている。第171回国会で提出された請願署名（阿部知子衆議院議員紹介）の署名者通数（計）は3,403名であった。
　
- 佐々木秀典（民主党衆議院議員）：3回[3]
- 円より子（民主党参議院議員）：1回（2009年（平成21年）3月）
- 山内徳信（社会民主党参議院議員）：1回（2010年（平成22年）2月）
- 阿部知子（社会民主党衆議院議員）：4回[4]

## 主な条文
- 第3条（国および地方公共団体の義務）
  - 2 国および地方公共団体は、人種主義、外国人排斥主義、および人種的・民族的憎悪に基づく差別と暴力ならびにその扇動を禁止し抑止しなければならない。
- 第4条（滞在・居住権の保障）
  - 1 すべて外国人住民は、法律が定める正当な理由および適正な手続きによることなく、その滞在・居住する権利を制限もしくは剥奪されない。
  - 2 すべて外国人住民は、何時でも自由に出国し、その滞在期限内に再入国する権利を有する。
  - 3 外国人住民で、旅券を所持できない者は、日本国外の旅行に必要な証明書の交付を受ける権利を有する。
- 第5条（永住資格）
  - 1 永住資格を有する外国人住民の子孫は、申請により永住資格が付与される。
  - 2 外国人住民の子として日本国内において出生した者は、申請により永住資格が付与される。
  - 3 日本国籍者または永住資格を有する外国人の配偶者で、3年以上居住している外国人住民は、申請により永住資格が付与される。
  - 4 外国人住民で引き続き5年以上居住している者は、申請により永住資格が付与される。
- 第6条（恣意的追放の禁止）
  - 1 すべて外国人住民は、法律が定める正当な理由および適正な手続きに基づく決定によることなく日本国外に追放されない。
  - 2 追放決定の当該外国人住民は、自己の追放に反対する理由を提示し、当該事案の再審査を受ける機会と裁判所の決定を求める権利を有する。
  - 3 永住資格を有する外国人住民は、いかなる理由によっても追放されることがない。
- 第7条（家族の再会と家庭の形成）
  - すべて外国人住民は、日本においてその家族構成員と再会し、家庭を形成し維持する権利を有する。

## 推進派の主張
- 民族的紛争、宗教的紛争、貧困と飢餓などによる難民の増大は、国際社会に難民受け入れなど人道措置を広げ、多くの国で外国人住民の定住化を進行させてきた。こうした国際社会の潮流は、日本国民に対し旧態依然とした単一民族国家観から多民族社会観への価値観を転換を国民に迫ることになった。
- しかし、こうした価値観の転換は、外国人を治安管理の対象とした外国人登録法、出入国管理及び難民認定法との矛盾を広げ、自国民中心主義者、レイシストによるヘイトスピーチや暴力事件を引き起こしてもいる。
- こうした諸矛盾・諸問題を解決し、日本社会が外国人と日本人の共生を達成し、外国人の地域住民としての地位と権利を包括的に保障する法律の制定が不可欠であるとの認識に基づき、外国人住民基本法の制定運動はスタートしている。

## 反対派の主張
（1）外国人は「当然にして入国する権利を有さない」というのが世界共通の理解である。いずれの国においても、外国人は旅券など公文書を持って、定められた特定のポイントにて、その国の入国管理官の検査に合格した者のみが入国（上陸）できる制度になっている。ところが本法案は、公文書を持たない外国人が、本人の好みでどの場所からいかなる手段をもって上陸してもよいことになっている。すなわち日本を、難民、避難民、密入国者を無制限に受け入れる国に変質させることを目論んでいる。そして、このように密入国した外国人を、日本政府が排除できない仕組みを規定している。
（2）いずれの国においても、外国人は管理の対象であり、そのための手続きが細かく規定されている。ところが本法案は、外国人は現地政府（日本）から許可を得ずに、本人の好みでどこを歩き、どこに住んでもよいと規定している。外国人と日本政府との関係は、本人が提出する届だけである（つまり外国人が提出した紙を受け取ることが日本の役所の仕事となり、役所が許可・不許可を判断できない）。日本政府から外国人に対して働きかけたり、規制をかける手段を全否定している。
（3）入国管理・難民管理に関する法律の基本は世界共通であり、その精神は「不良外国人の水際での排除」である。本法案は、それを完全に不可能にしている。
（4）このようにして入国した大量の不良外国人が、入国して数年後には完全な参政権・被参政権を自動的に獲得し、日本の政治にまで介入する道筋を付けている。同様の規定を設けている国は、世界に存在せず、同法案は最高度の危険性を有していると言える。
（5）以上の内容を持つ同法案を、外国人、それも密入国者が圧倒的多数を占める在日韓国人の集団が起草したという点で、非常に悪意性の高いもので、国家転覆をも視野に入れていると警戒すべきである。
（6）保守・右派の間で、外国人参政権と人権擁護法案を合わせた危険な法案だ、日本人を差別する法案として反対意見が出されている。平沼赳夫が既に反対を表明している。また、青山繁晴が外国人参政権問題と関連付けて取り上げている。